# ホィッティング (潜水艦)
ホィッティング (USS Whiting, SS-433) は、アメリカ海軍の潜水艦。バラオ級潜水艦の一隻。艦名はヨーロッパ沿岸に生息するタラ科の小型魚ホワイティングに因む。
ホィッティングの建造は、ペンシルベニア州フィラデルフィアのウィリアム・クランプ・アンド・サンズ社で起工されたが、1944年7月29日に建造キャンセルされた。